# Gaby André
Gaby André, nome d'arte di Gabrielle Louise Andreu (Châlons-en-Champagne, 5 marzo 1920 – Roma, 9 agosto 1972), è stata un'attrice francese.

## Biografia
Debuttò giovanissima nel cinema francese in piccole parti, per acquistare poi notorietà nel dopoguerra. Nel 1949 venne chiamata da un produttore statunitense e si trasferì brevemente a Hollywood, dove lavorò in alcuni film.
Tornata in Europa, nel 1951 partì per Roma, dove fu protagonista di drammi sentimentali musicali e storici, tipici degli anni quaranta e cinquanta, tra i quali L'angelo del peccato (1952), diretto da Leonardo De Mitri e Vittorio Carpignano. In Italia lavorerà fino al 1969.

## Vita privata
Gaby André sposò l'imprenditore americano Eli Smith nel 1947. Nel 1953 diede alla luce a Parigi la figlia Carole André, anche lei destinata a diventare attrice, e con cui lavorerà nel film Togli le gambe dal parabrezza (1969).
Gaby André morì a Roma nel 1972, all'età di 52 anni.

## Filmografia parziale
- Il dramma di Shanghai (Le Drame de Shanghai), regia di Georg Wilhelm Pabst (1938)
- I prigionieri del sogno (La Fin du jour), regia di Julien Duvivier (1939)
- Cartacalha (Cartacalha, reine des gitans), regia di Léon Mathot (1941)
- Adémail bandid d'honneur, regia di Gilles Grangier (1943)
- Le chant de l'exilé, regia di André Hugon (1943)
- L'angelo della notte (L'Ange de la nuit), regia di André Berthomieu (1944)
- Credimi (Please Believe Me), regia di Norman Taurog (1950)
- La banda dei tre stati (Highway 301), regia di Andrew L. Stone (1950)
- Il sonnambulo (Boniface Somnambule), regia di Maurice Labro (1951)
- Il guanto verde (The Green Glove), regia di Rudolph Maté (1952)
- L'ingiusta condanna, regia di Giuseppe Masini (1952)
- L'angelo del peccato, regia di Leonardo De Mitri e Vittorio Carpignano (1952)
- Giuseppe Verdi, regia di Raffaello Matarazzo (1953)
- Prima di sera, regia di Piero Tellini (1953)
- La campana di San Giusto, regia di Mario Amendola, Ruggero Maccari (1954)
- Siamo ricchi e poveri, regia di Siro Marcellini (1954)
- Tua per la vita, regia di Sergio Grieco (1955)
- Una voce, una chitarra, un po' di luna, regia di Giacomo Gentilomo (1956)
- Donatella, regia di Mario Monicelli (1956)
- La grande caccia, regia di Edoardo Capolino (1957)
- Il diplomatico e l'avventuriera (Incognito), regia di Patrice Dally (1958)
- The Strange World of Planet X, regia di Gilbert Gunn (1958)
- La vendetta di Ercole, regia di Vittorio Cottafavi (1960)
- Il segno di Zorro, regia di Mario Caiano (1963)
- Togli le gambe dal parabrezza, regia di Massimo Franciosa (1969)
- Pussycat, Pussycat, I Love You, regia di Rod Amateau (1970)
- La torta in cielo, regia di Lino Del Fra (1970)

## Doppiatrici italiane
- Dhia Cristiani in Prima di sera, Giuseppe Verdi
- Lydia Simoneschi in Il guanto verde, La vendetta di Ercole
- Rosetta Calavetta in Tua per la vita